# Pere Vilardebó Vila
Pere Vilardebó Vila   (Santa Eulàlia de Ronçana, 16 d'octubre de 1953 - Santa Eulàlia de Ronçana, 22 d'octubre de 2004) va ser un ciclista català que fou professional entre 1977 i 1981. El seu èxit més important fou una etapa a la Volta a Catalunya de 1979.
El febrer de 2016 es va disputar la primera edició del Memorial Pere Vilardebò a la seva població nadiua.

## Palmarès
- 1978
  - Vencedor d'una etapa de la Vuelta a los Valles Mineros
- 1979
  - 1r a Nàquera
  - Vencedor d'una etapa a la Volta a Catalunya
  - 2n de la classificació general a la Volta a Catalunya

### Resultats al Tour de França
- 1978. 40è de la classificació general
- 1979. Abandona (14 etapa)

### Resultats al Giro d'Itàlia
- 1977. 58è de la classificació general
- 1978. 76è de la classificació general

### Resultats a la Volta a Espanya
- 1980. 18è de la classificació general